# Circondario di Paderborn
Il circondario di Paderborn (in tedesco Kreis Paderborn) è uno dei circondari della Renania Settentrionale-Vestfalia, in Germania.
Appartiene al distretto governativo di Detmold. Comprende 7 città e 3 comuni. Capoluogo e centro maggiore è Paderborn.

## Città e comuni
Fanno parte del circondario dieci comuni di cui sette sono classificati come città (Stadt). Una delle città è classificata come grande città di circondario (Große kreisangehörige Stadt) e una è classificata come media città di circondario (Mittlere kreisangehörige Stadt).
(Abitanti al 31 dicembre 2021)

### Città
- Bad Lippspringe (16 424)
- Bad Wünnenberg (12 202)
- Büren (21 328)
- Delbrück (media città di circondario) (32 266)
- Lichtenau (10 685)
- Paderborn (grande città di circondario) (152 531)
- Salzkotten (25 040)

### Comuni
- Altenbeken (9 097)
- Borchen (13 533)
- Hövelhof (16 274)